# 33473 Porterfield
33473 Porterfield è un asteroide della fascia principale. Scoperto nel 1999, presenta un'orbita caratterizzata da un semiasse maggiore pari a 2,3075800 UA e da un'eccentricità di 0,0578013, inclinata di 6,26642° rispetto all'eclittica.